# Sumec Corporation
Sumec Corporation Limited (также известна как SUMEC Group Corporation) — китайский государственный многопрофильный конгломерат, основные интересы которого сосредоточены в сфере международной торговли, логистики, судоходства, управления цепями поставок, промышленного производства, строительства, недвижимости и финансовых услуг. Является структурным подразделением государственного машиностроительного холдинга Sinomach (CNMIC). Входит в число крупнейших публичных компаний страны, штаб-квартира расположена в Нанкине (провинция Цзянсу).  

## История
В 1978 году был основан филиал China Machinery and Equipment Export Company в провинции Цзянсу, который занимался экспортом электромеханической продукции. В 1988 году компания была переименована в Jiangsu Machinery and Equipment Import & Export Company и переведена в подчинение Департамента машиностроения провинции Цзянсу.
В 1989 году был создан бренд SUMEC, а общий объём импорта и экспорта компании превысил 100 млн долларов. В 1993 году компания была переименована в China National (Jiangsu) Machinery and Equipment Import and Export Group Corporation и переведена в подчинение China Machinery and Equipment Export Company (CMEC). В 1997 году выручка компании превысила 400 млн долларов, по этому показателю она стала крупнейшим внешнеторговым предприятием Цзянсу.
В 1998 году была завершена реорганизация группы, в ходе которой создали шесть дочерних компаний, специализирующихся на импортных поставках, комплексной инженерии, судостроении, машиностроении и электротехнике, оборудовании и инструментах, текстильной и легкой промышленности. В 2001 году SUMEC создала электромеханический промышленный парк в Зоне развития высоких технологий Пукоу и открыла первую швейную фабрику в Лухэ. В 2003 году общий объём импортно-экспортных операций компании достиг 740 млн долларов, в 2004 году SUMEC стала дочерней структурой государственной China Machinery and Equipment Group.
В 2006 году компания была переименована в SUMEC Group Corporation, в 2007 году основной доход превысил 10 млрд юаней, в 2008 году общий объём импортно-экспортных операций превысил 2 млрд долларов. В 2010 году материнская группа Sinomach впервые вошла в рейтинг Fortune Global 500. В 2013 году было создано международное подразделение SUMEC Group (Hong Kong) Co., а основной доход компании превысил 41 млрд юаней. В 2014 году SUMEC приобрела предприятие по производству домашнего текстиля в США, запустила первую фабрику в Мьянме, основала научно-исследовательский институт возобновляемых источников энергии и дочернюю компанию SUMEC Japan в Токио. В 2016 году компания создала инженерный исследовательский центр и приобрела две компании — китайскую Jinzhengqi (запасные части и компоненты для железнодорожного транспорта) и немецкую ISH (автомобильные запчасти); в 2017 году создала национальный центр промышленного дизайна.

## Деятельность
Sumec Corporation занимается производственными услугами, инженерными подрядами, инвестициями и импортно-экспортными операциями, в том числе поставками механического и электрического оборудования, садовой техники, бензинового и дизельного энергетического оборудования, автозапчастей, деталей для высокоскоростных поездов, текстильных и швейных изделий. Кроме того, компания реализует проекты в области новой энергетики, судостроения и защиты окружающей среды.
В состав Sumec Corporation входят 114 дочерних компаний и филиалов, 17 научно-исследовательских центров, 35 промышленных предприятий и 35 зарубежных компаний. Основные направления научных исследований — электроинструменты (в том числе газонокосилки и мойки автомобилей высокого давления), электромоторы, энергетическое оборудование (в том числе генераторы, инверторы и аккумуляторы), возобновляемые источники энергии, интеллектуальные электросети, автомобильные комплектующие (в том числе колёса), очистка воды, судостроение, текстиль и одежда, спутниковая связь, бытовая робототехника.
Важное значение имеет импорт в Китай, установка и обслуживание структурами Sumec Corporation электромеханического оборудования, в том числе текстильного, швейного, пищевого, телекоммуникационного, медицинского, энергетического, металлургического, инфраструктурного, полиграфического оборудования, различных прессов и обрабатывающих станков, линий по производству плёнки. Также Sumec Corporation поставляет своим клиентам сырьё и другие товары (стальные изделия, железную руду, уголь, песок, нефтехимические продукты, строительные материалы, шерсть и другое текстильное сырьё, древесину и деревянные изделия).
Новыми направлениями деятельности являются импорт медицинского, образовательного и исследовательского оборудования, экспорт грузовиков и строительной техники, разработка систем «умного дома». Финансовый бизнес Sumec Corporation включает в себя инвестиции в промышленные активы, финансирование цепей поставок, лизинг оборудования и судов.  
Структуры Sumec Corporation проектировали и строили водопроводы, водоочистные и опреснительные сооружения в Шанхае, Пекине, Нинбо, Чжэнчжоу и Чжэньцзяне, солнечные электростанции в Китае, Японии, Малайзии, Пакистане, Турции, Германии, Чехии, США, Чили и Австралии, ветряные электростанции в Китае, Пакистане и России, гидроэлектростанции в Китае и Венесуэле, тепловые электростанции в Китае и Индонезии, геотермальные электростанции в Китае, электростанции на биомассе в Китае и Греции, линии электропередач в Китае и Африке, химические предприятия, комплексы по переработке и сжиганию твёрдых отходов, установки по очистке воздуха и промышленных выбросов, автомобильные мосты, автомагистрали, железные дороги, аэропорты, театры и другие культурные учреждения в Китае.
Судоходный бизнес с центрами в Сингапуре (SUMEC Shipping) и Нанкине занимается перевозками сыпучих грузов и контейнеров между портами Китая и Юго-Восточной Азии.
По итогам 2021 года основная выручка Sumec Corporation пришлась на оптовые поставки сырья и товаров (74,6 %), электромеханическое оборудование (9,2 %), текстиль и одежду (5,4 %), чистую энергетику и защиту окружающей среды (3,5 %), бытовые электроинструменты (2,7 %), судостроение и судоходство (2 %). Основной оборот пришёлся на Китай (57,2 %) и зарубежные рынки (42,8 %). 

### Продукция
Sumec Corporation занимает третье место среди китайских экспортеров текстиля и одежды; первое место по экспорту одежды из Китая в ЕС; первое место по экспорту одеял из Китая в США; первое место по экспорту генераторов из Китая в Африку. 
- Электроинструменты и садовая техника под брендами Yard Force и G-Force, в том числе ручные и автоматизированные газонокосилки, электропилы и электроножницы, садовые пылесосы, мини-культиваторы, устройства для мойки высокого давления[20].
- Энергетическое оборудование под брендом Firman, в том числе промышленные, офисные и портативные бензиновые и дизельные генераторы[21].
- Металлические комплектующие для высокоскоростных поездов, электричек и поездов метро под брендом Jinzhengqi (JZQ), в том числе тележки[22].
- Автомобильные комплектующие под брендами ISH и Cootall, в том числе алюминиевые колёса и петли[23].
- Грузовые суда, в том числе балкеры, газовые и нефтяные танкеры, контейнеровозы и суда для обслуживания платформ[24].
- Солнечные панели под брендом Phono Solar[25].
- Готовая одежда, в том числе детская, мужская и женская (стёганые и пуховые куртки, пальто, плащи, свитера, джемпера и другой трикотаж, спортивные костюмы и куртки)[26].
- Школьная форма и учебные аксессуары под брендами Eton Kidd, Trutex и William Turner[27].
- Домашний текстиль под брендами Amor & Amor, Berkshire, King Pets и Easever, в том числе постельное бельё, подушки, одеяла, покрывала, пледы, халаты, полотенца, шторы и подстилки для домашних животных[28].

### Дочерние структуры
- SUMEC Marine
- SUMEC Energy Holdings
- SUMEC New Energy Development
- SUMEC Solar Power
- SUMEC Machinery & Electric
- SUMEC Machinery & Electric Industry
- SUMEC Engineering & Equipment
- SUMEC Instruments & Equipment
- SUMEC Technology Equipment
- SUMEC Materials Technology
- SUMEC Complete Equipment & Engineering
- SUMEC Hardware & Tools
- SUMEC Power Tools
- SUMEC Machinery & Electric
- SUMEC Garment
- SUMEC Star Textiles
- SUMEC Orient Textile
- SUMEC Textile & Light Industry
- SUMEC Innovation Home Textile
- SUMEC Home Textile
- SUMEC Era Garment
- SUMEC Cheerway Knitting
- SUMEC Garment Scientific & Technological Industry
- SUMEC (Henan) Garment Technology Development
- SUMEC Textile & Garment Technology R & D
- SUMEC J.J.O. Textile & Garment
- SUMEC International Technology
- SUMEC International Fashion
- SUMEC Systems
- SUMEC Capital Holding
- SUMEC Manufacturing Venture
- SUMEC Scientific & Technological Industry
- SUMEC Delong Auto Parts Manufacture
- SUMEC Automobile Trading
- SUMEC Hainan Supply Chain
- SUMEC Yangzhou International Trading
- SUMEC Guangdong International Trading
- SUMEC Tianjin International Trading
- SUMEC Chengdu International Trading
- SUMEC Shanghai International Trading
- SUMEC Shanghai International Freight Forwarding
- Jiangsu Yongcheng International Freight Forwarding
- Jiangsu Modern Shipbuilding Technology
- Jiangsu SUMEC Wheel
- Jiangsu Eton Kidd School Uniform
- Jiangsu SUMEC Environment Engineering
- Jiangsu Antai New Energy Technology
- Jiangsu Tongzhou Investment Management
- Jiangsu SUMEC Asset Management
- Jiangsu Changjiang Textile Trading
- Fujian SUMEC Machinery & Electric
- Nanjing Trust Garment
- Nanjing SUMEC Champion Garment
- Nanjing Jinzhengqi Vehicle
- Nanjing SUMEC Shipping
- Tianjin TRIED New Energy Electric
- Beijing SUMEC North International Trading
- New Dayang Shipbuilding
- Phono Solar Technology
- Unitools Machinery Manufacturing

### Зарубежные активы
- SUMEC Group (Гонконг)
- Win Faith Trading (Гонконг)
- SUMEC Group (Япония)
- SUMEC Shipping (Сингапур)
- Singapore Win Since (Сингапур)
- SUMEC Myanmar Win-Win Garment (Мьянма)
- SUMEC International DMCC (Дубай)
- SUMEC Pakistan (Пакистан)
- SUMEC Australia (Австралия)
- Merotec (Австралия)
- SUMEC North America (США)
- SUMEC Group America (США)
- Berkshire Blanket Holdings (США)
- Firman Power Equipment (США)
- Paragon Luxury Wheels (США)
- SUMEC Central America
- SUMEC Ecuador (Эквадор)
- SUMEC Telecom Industry and Engineering
- SUMEC Europe (Германия)
- SUMEC Industry & Engineering (Германия)
- Innomotive Systems Hainichen (Германия)
- SUMEC UK (Великобритания)
- SUMEC Russia (Россия)
- SUMEC Ethiopia Textile and Garments (Эфиопия)

Среди крупнейших зарубежных активов — фабрики одежды в Мьянме и Эфиопии, фабрика домашнего текстиля Berkshire Blanket в США, заводы энергетического оборудования и солнечных панелей в Турции, заводы автомобильных комплектующих ISH в Германии и Paragon Luxury Wheels в США, послепродажный колл-центр в Великобритании.

## Акционеры
Крупнейшими акционерами Sumec Corporation являются SASAC (45,4 %), Jiangsu SASAC (14,5 %), Sinomach Precision Industry (1,15 %), Jiangsu Coastal Capital (1,06 %), China National Electric Apparatus Research Institute (0,58 %) и Hefei General Machinery Research Institute (0,58 %).